# جینی مارجری هولم
جینی مارجری هولم (انگلیسی: Jeanne M. Holm; ۲۳ ژوئن ۱۹۲۱ – ۱۵ فوریهٔ ۲۰۱۰) اولین ژنرال زن تک ستاره نیروی هوایی ایالات متحده و اولین ژنرال زن دو ستاره در هر یک از شاخه‌های خدماتی ایالات متحده بود. هولم یک نیروی محرکه برای گسترش نقش زنان در نیروی هوایی محسوب می‌شد. در طول جنگ جهانی دوم، هولم به مرکز آموزشی ارتش زنان در فورت اوگلتورپ، جورجیا فرستاده شد، جایی که او ابتدا فرماندهی یک گروه آموزشی اولیه و سپس یک هنگ آموزشی را بر عهده داشت. مأموریت بعدی او به عنوان رئیس بخش نیروی انسانی در نیروی هوایی متفقین در جنوب اروپا، مقر سازمان پیمان آتلانتیک شمالی (ناتو)، در ناپل، ایتالیا بود که به مدت ۴ سال ادامه داشت. او افسر برنامه‌های جنگی انبار هوایی در طول حملات هوایی به برلین و مراحل اولیه جنگ کره بود. نام وی در تالار ملی مشاهیر زن ثبت شده است.

## اوایل حرفه
جینی مارجری هولم در ۲۳ ژوئن ۱۹۲۱ در پورتلند، اورگان به دنیا آمد. او در جولای ۱۹۴۲، بلافاصله پس از تأسیس سپاه کمکی ارتش زنان (WAAC) توسط کنگره، در ارتش نام‌نویسی کرد. او در مدرسه افسری در فورت د موین، آیووا شرکت کرد و در ژانویه ۱۹۴۳، یک ترفیع درجه به «افسر سوم»، معادل ستوان دوم در سپاه کمکی ارتش زنان، دریافت کرد.

## جنگ جهانی دوم
در طول جنگ جهانی دوم، هولم به مرکز آموزشی ارتش زنان در فورت اوگلتورپ، جورجیا فرستاده شد، جایی که او ابتدا فرماندهی یک گروه آموزشی اولیه و سپس یک هنگ آموزشی را بر عهده داشت. در پایان جنگ، او فرماندهی واحد بهداری سپاه زنان در بیمارستان عمومی نیوتن دی بیکر، ویرجینیای غربی را بر عهده داشت. او سپس در سال ۱۹۴۶ وظیفه نظامی فعال را ترک کرد و به مدت دو سال در کالج لوئیس و کلارک شرکت کرد و در سال ۱۹۵۶ برای دریافت مدرک کارشناسی خود در رشته هنر به دانشگاه بازگشت.
در اکتبر ۱۹۴۸، در طی محاصره برلین، هولم به خدمت فعال در ارتش فراخوانده شد و به عنوان فرمانده گروهان در مرکز آموزشی سپاه زنان به کمپ لی در ویرجینیا رفت. سال بعد او به نیروی هوایی منتقل شد و به انبار هوایی اردینگ آلمان فرستاده شد. در آنجا او به عنوان دستیار مدیر برنامه‌ها و عملیات انبار نیروی هوایی خدمت کرد و بعداً افسر برنامه‌های جنگی انبار هوایی در طول حمله هوایی برلین و مراحل اولیه جنگ کره بود.

## جنگ سرد
هولم در سال ۱۹۵۲ از خارج از کشور بازگشت و تبدیل به اولین زنی شد که در کالج فرماندهی و ستاد هوایی در پایگاه نیروی هوایی ماکسول در مونتگومری، آلاباما شرکت کرد. سپس او به عنوان افسر طرح‌ها و برنامه‌های پرسنلی ستاد کل نیروی هوایی ایالات متحده در واشینگتن دی سی منصوب شد.
مأموریت بعدی او به عنوان رئیس یخش نیروی انسانی در نیروی هوایی متفقین در جنوب اروپا، مقر سازمان پیمان آتلانتیک شمالی، در ناپل، ایتالیا بود، که به مدت چهار سال در آنجا خدمت کرد. او در سال ۱۹۶۱ به ستاد نیروی هوایی ایالات متحده بازگشت و به عنوان افسر ستاد کنگره برای مدیریت نیروی انسانی و سازمانی منصوب شد. او بابت خدماتش موفق به دریافت نشان افتخار شد.